# Stryker
Stryker – rodzina kołowych wozów opancerzonych będących na wyposażeniu Armii Stanów Zjednoczonych od roku 2002. Konstrukcja bazuje na kanadyjskim transporterze LAV III (pokrewna wersja LAV-25 obecnie używana jest m.in. przez amerykańską piechotę morską).

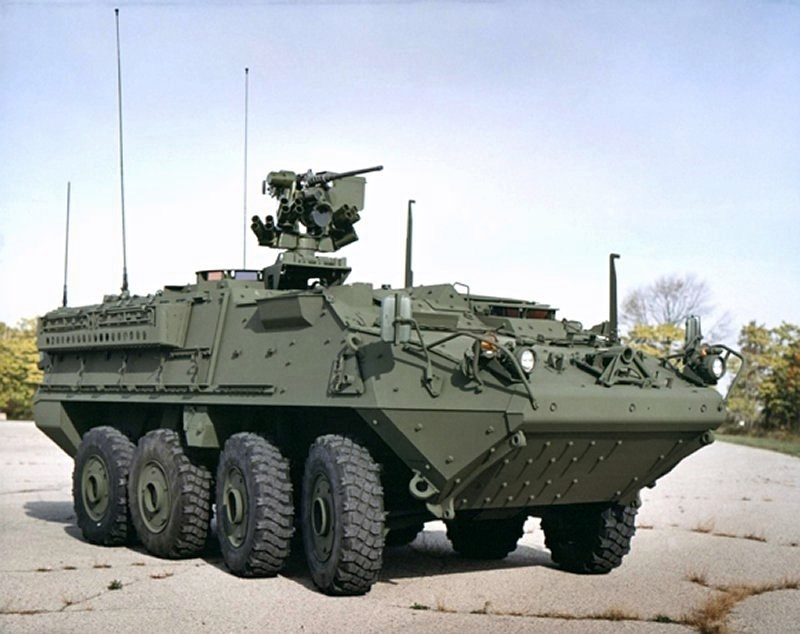
Stryker w podstawowej wersji transportera piechoty (M1126 ICV)

## Historia konstrukcji

Schemat organizacji brygady Stryker (tzw. brygada lekka)

W październiku 1999 w armii amerykańskiej powstał plan modernizacji wojska. Zakładał on, że wobec obecnych i przyszłych warunków prowadzenia wojny rzeczą decydującą ma być mobilność jednostek. Armia miała być zdolna do przerzucenia brygady w dowolne miejsce na świecie w przeciągu 96 godzin (odpowiednio dywizja – 120 godzin, 5 dywizji – 30 dni). Powołano więc do życia tzw. brygady lekkie (później nazwane Stryker Brigade Combat Team – Brygada Stryker), które miały zostać wyposażone w odpowiedni pojazd – odpowiednio mobilny i łatwy w transporcie (przy pomocy C-130), a jednocześnie o lepszym opancerzeniu i sile ognia niż pojazdy rodziny HMMWV. Na taki pojazd idealnie nadawały się kołowe wozy opancerzone.
Pojazdem na bazie którego miał powstać wóz dla US Army został LAV III. Kontrakt pomiędzy General Dynamics-General Motors Defence Canada a armią amerykańską podpisano w roku 2000. Zakładał on dostarczenie 2131 pojazdów w ciągu 6 lat. Prace nad amerykańską wersją LAV III przyspieszono po atakach terrorystycznych z 11 września i w ten sposób pierwsze pojazdy w wersji transportowej (M1126 Infantry Carrier Vehicle) przyjęto do uzbrojenia w lutym 2002. Oprócz tego opracowano, także wersje specjalistyczne (pojazd rozpoznawczy czy wóz ewakuacji medycznej), a także niszczyciel czołgów (jako substytut dla czołgu).

### Geneza nazwy „Stryker”
Przy wyborze nazwy dla nowego pojazdu zrezygnowano z dotychczasowej praktyki nadawania nazwisk słynnych generałów. Zdecydowano się na nazwę Stryker – na cześć dwóch szeregowców, którzy dostali Medal Honoru: Stuard S. Stryker (bohater II wojny światowej) oraz Robert F. Stryker (bohater wojny wietnamskiej). W wymowie nazwa ta jest podobna do angielskiego słowa „striker” (tj. „ten, który uderza”).

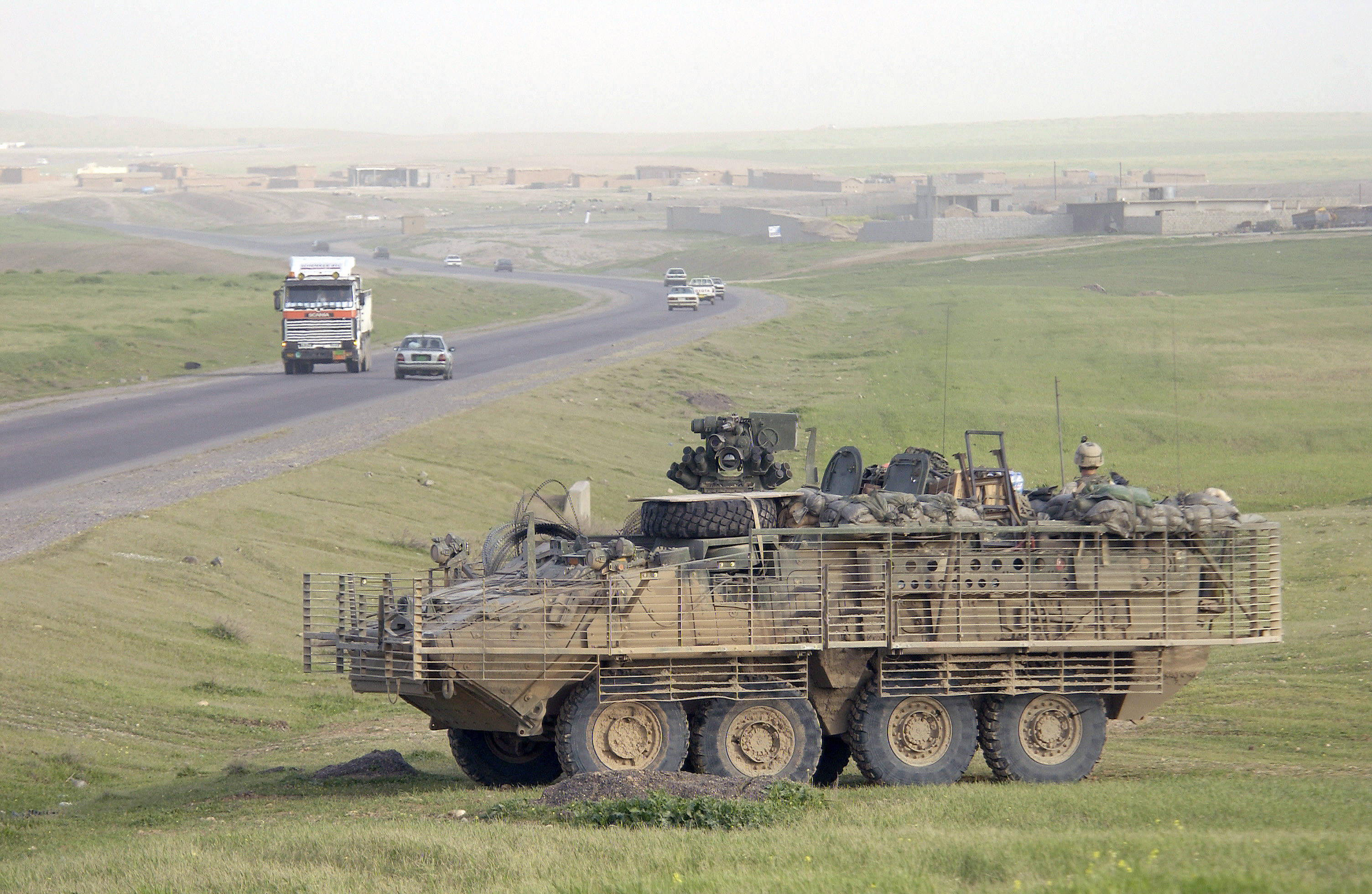
Stryker z dodatkowymi ekranami przeciwkumulacyjnymi

## Konstrukcja
Pojazd niezależnie od wersji posiada taki sam silnik (Caterpillar C7 o mocy 260 kW (350 KM)) i podwozie. Poszczególne wersje różnią się wyposażeniem, uzbrojeniem i ewentualnie konstrukcją nadwozia pojazdu. Wóz posiada trakcję kołową 8x8. Według założeń technicznych osiąga on prędkość maksymalną ok. 96 km/h (60 mil/h) oraz posiada zasięg maksymalny do ok. 482 km (300 mil).

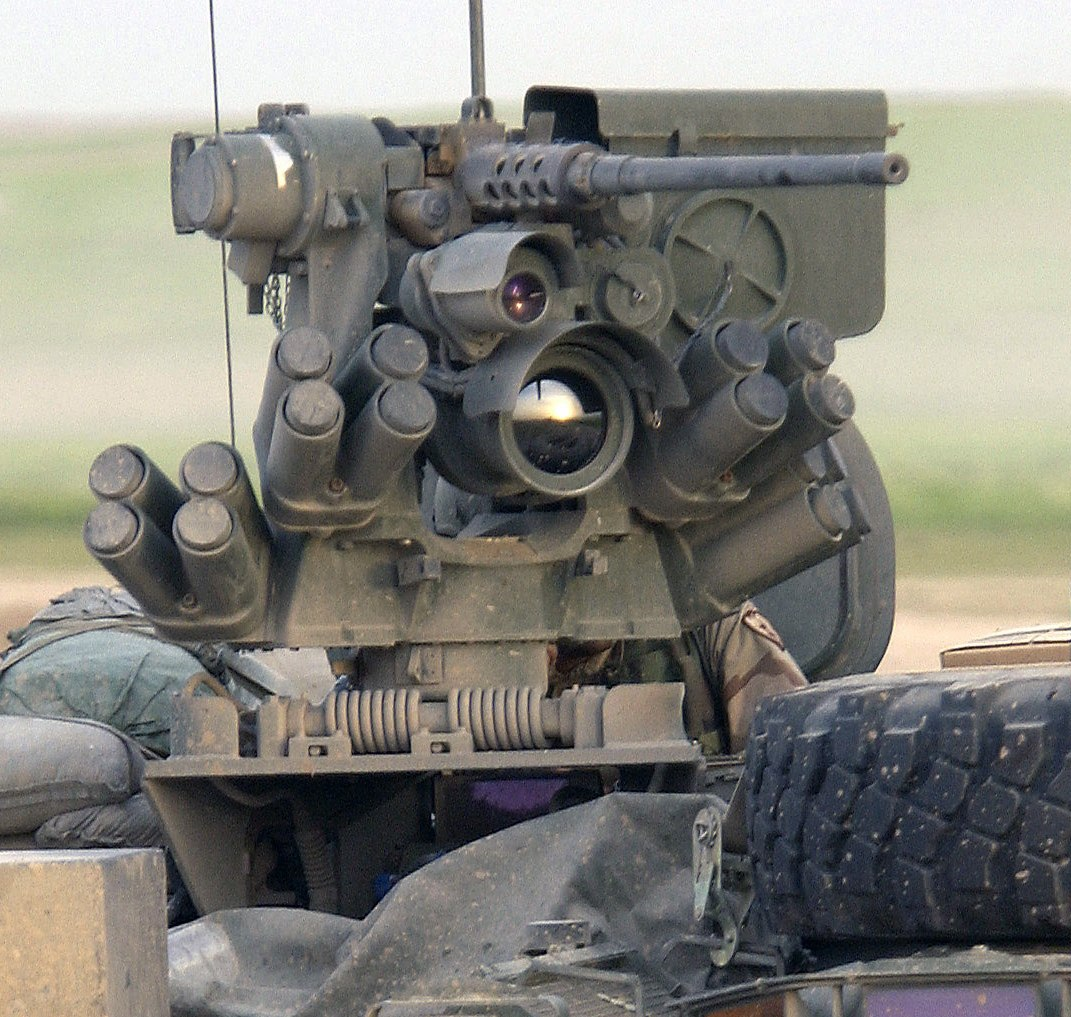
M151 Protector z zamontowanym na nim Browning M2

### Opancerzenie
Kadłub pojazdów typu Stryker wykonany jest z wysokiej jakości płyt stalowych. Zapewniają one ochronę przed ostrzałem pociskami przeciwpancernymi kal. 7,62 mm. Pancerz jest dodatkowo wzmocniony ceramicznymi płytami, który chronią przed pociskami kal. 14,5 mm, a także przed odłamkami z amunicji artyleryjskiej 152 mm.
W celu ochrony przed atakiem z ręcznych granatników przeciwpancernych (np. RPG-7) pojazdy można wyposażyć w dodatkowe osłony przed pociskami z głowicą kumulacyjną (tzw. klatki).
Latem 2003 pojawiły się problemy z odpornością pancerza ceramicznego na amunicję kal. 14,5 mm. W celu wzmocnienia ochrony producent zaproponował „dopancerzenie” 3 mm stalową blachą. Wzrost wagi związany z zamontowaniem dodatkowego opancerzenia uniemożliwia jednak transport na pokładzie C-130. Ostatecznie problem rozwiązano zmieniając rodzaj i dostawcę pancerza ceramicznego.
Podwozie zostało wzmocnione tak, żeby zapewnić ochronę załogi przed minami.

### Uzbrojenie
Podstawowym uzbrojeniem większości wersji jest zdalnie sterowany moduł uzbrojenia M153 CROWS II z zamontowanym na nim granatnikiem Mk 19 lub wkm Browning M2. Niektóre wozy są wyposażone w CROWS-J pozwalający na użycie pocisków przeciwpancernych Javelin.
Nowsze wersje wozu jak M1296 ICV-D czy M1304 ICVVA1 dysponują systemami wieżowymi z 30 mm armatą automatyczną M813 (pochodna Mk 44S Bushmaster II) w wieży firmy Konsberg (M1296) lub Rafael (M1304). Drugi wóz ma również opcję użycia ppk Javelin.
Głównym uzbrojeniem wycofanego już z użycia wozu wsparcia bojowego M1128 MGS była wysokociśnieniowa armata gwintowana M68A2 kal. 105 mm (pochodna brytyjskiej L7).
Warianty specjalistyczne mogą dysponować innym uzbrojeniem jak moździerz kalibru 120 mm lub przeciwpancerne pociski kierowane rodziny TOW.

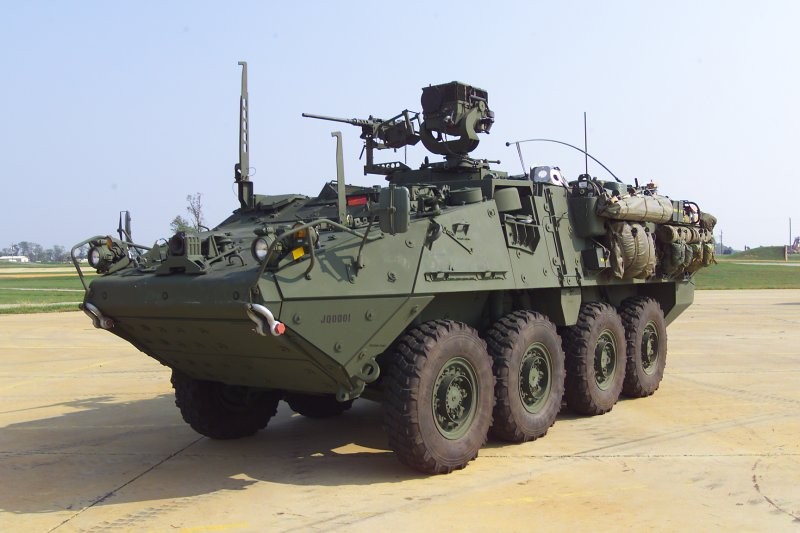
Stryker w wersji rozpoznawczej (M1127 RV)

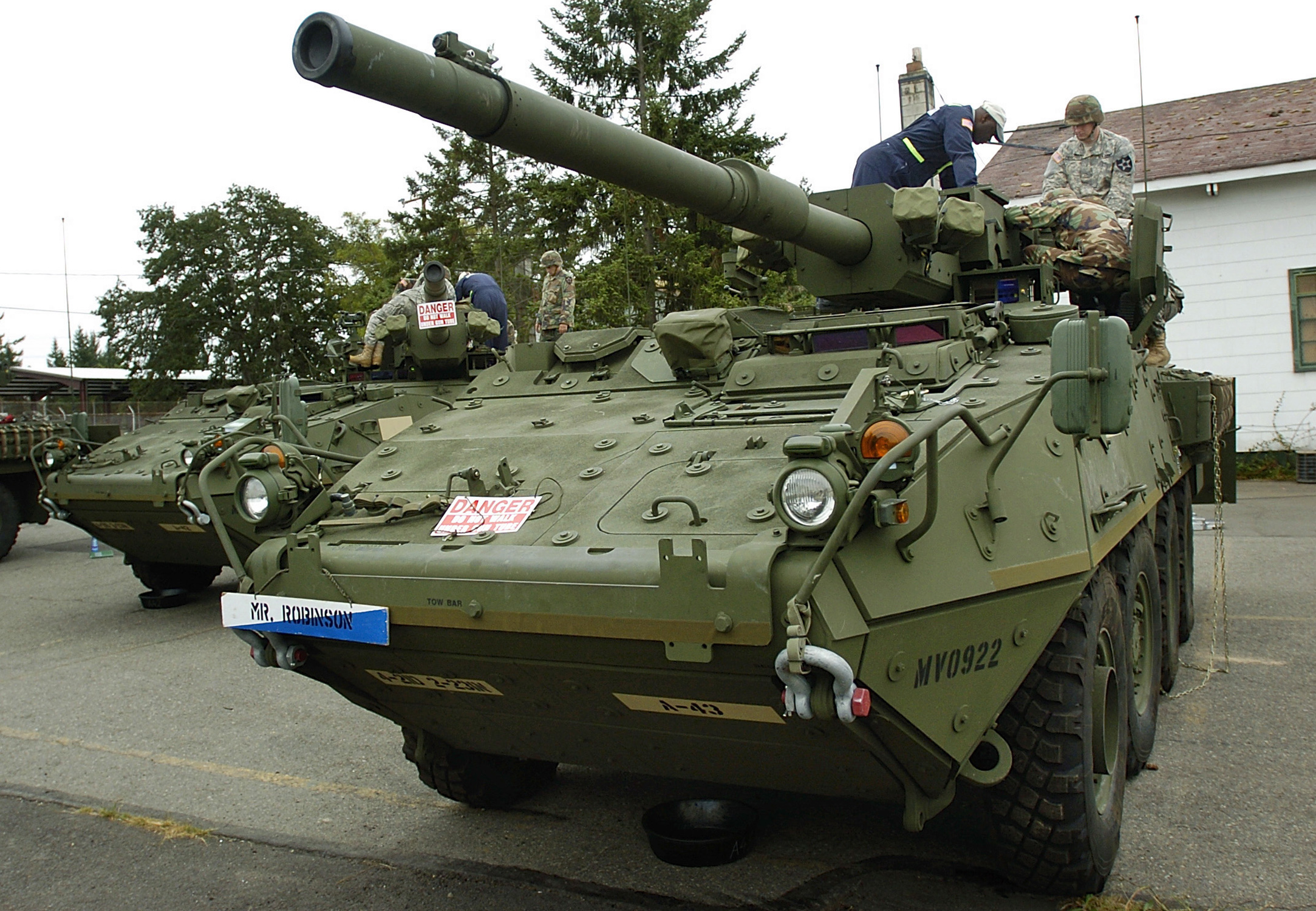
Stryker w wersji M1128 MGS

## Warianty
Warianty na oryginalnej platformie wprowadzone na wyposażenie US Army od 2002 roku:
- M1126 Infantry Carrier Vehicle (ICV) – wersja podstawowa, transporter piechoty. Uzbrojony w wkm M2 lub granatnik Mk19 w zdalnie sterowanym modułe M153 CROWS. Przedział transportowy mieści 9 żołnierzy, załoga to 2 żołnierzy (kierowca i dowódca-operator uzbrojenia). Wprowadzony do US Army w roku 2002.
- M1127 Reconnaissance Vehicle (RV) – wersja rozpoznawcza. Uzbrojenie stanowi wkm M2 lub granatnik Mk19 w ręcznie sterowanej obrotnicy na której zamontowany jest również system sensorów rozpoznawczych LRAS3 (Long-Range Advanced Scout Surveillance System). Przedział transportowy mieści 6 żołnierzy.
- M1128 Mobile Gun System (MGS) – Wóz wsparcia ogniowego (WWO) na podwoziu kołowym. Główne uzbrojenie stanowi armata M68A2 kal. 105 mm w wieży szczątkowej (załoga znajduje się pod pierścieniem wieży, wewnątrz wozu). Wprowadzony do US Army w roku 2005[5]. Wpierw zredukowano ich liczbę przypadającą na batalion, później zrezygnowano z opracowania wersji na nowej platformie DVH by ostatecznie wycofać te wozy z użycia w 2022 roku.
- M1129 Mortar Carrier (MC) – nośnik moździerza M120 kal. 120 mm na podwoziu transportera Stryker. Moździerz zamontowany jest wewnątrz wozu w tylnej jego części i może prowadzić ogień po otwarciu części dachowej nad tyłem wozu. Dodatkowym wyposążeniem może być wynośny moździeż kalibru 81 lub 60 mm. Na wyposażeniu US Army od roku 2005.Załoga liczy 5 żółnierzy.
- M1130 Commander’s Vehicle (CV) – wóz dowodzenia wyposażony w systemy łączności i wymiany ifogmacji (C4ISR). Może zostać podłączony pod zewnętrzne źródło zasilania i zewnętrzną łączność nawet gdy jest przewożony na pokładzie statku lub samolotu. Uzbrojony w wkm M2 lub granatnik Mk19 w zdalnie sterowanym modułe M153 CROWS.
- M1131 Fire Support Vehicle (FSV) – wóz kierowania ogniem artylerii, Uzbrojenie stanowi wkm M2 lub granatnik Mk19 w ręcznie sterowanej obrotnicy na której zamontowane są również sensory służące do śledzenia celów. Wóz ma rozbudowane systemy łączności i transmisji danych, jest kompatybilny pod tym względem z systemami używanymi w pododziałach artylerii. Załoga to 3 żołnierzy.
- M1132 Engineer Squad Vehicle (ESV) – transporter drużyny saperów z wyposażeniem, może być używany jako nośnik systemów do trałowania naciskowego lub elektroniczngo, lub też zostać wysposażony w lemiesz. Uzbrojony w wkm M2 lub granatnik Mk19 w zdalnie sterowanym modułe M153 CROWS.
- M1133 Medical Evacuation Vehicle (MEV) – wóz ewakuacji medycznej z trzyosobową załogą i mogący transportować do 6 rannych
- M1134 Anti-Tank Guided Missile Vehicle (ATGMV) – samobieżna wyrzutnia rakiet przeciwpancernych. Główne uzbrojenie stanowi wyrzutnia pocisków TOW. Załoga liczy 4 żołnierzy.
- M1135 Nuclear, Biological, Chemical, Reconnaissance Vehicle (NBCRC) – pojazd rozpoznania NBC. Ma zastąpić pojazdy M93 Fox w US Army. Wóż znacząco odbiega konstrukcyjnie od innych wariantów, tylna część wozu (nad 3 i 4 osią) zamiast zamkniętego przedziału desantu zawiera częściowo otwartą przestrzeń w której znajdują się sensory do wykrywania skażenia. Ze względu na skomplikowaną konstrukcję nie zdecydowano się na opracowanie wersji na nowym nośniku, wciąż w użyciu. Uzbrojony w wkm M2 lub granatnik Mk19 w zdalnie sterowanym modułe M153 CROWS. Załoga liczy 4 żołnierzy.
- M1296 Infantry Carrier Vehicle Dragoon (ICV-D) – opracowany i zakupiony w ramach pilnej potrzeby operacyjnej wóz piechoty wyposażony w wieżę MCT-30 firmy Kongsberg z 30 mm armatą M813. Wóz częściowo zastępuje wozy M1126 ICV na wyposażeniu 2. Pułku Kawalerii. Jest bezpośrednią odpowiedzią na potrzebę zrównoważenia wozów takich jak rosyjski BTR-82A na europejskim teatr zerze działań. Wozy te to zmodernizowane, używane M1126 ICV. Po wyposażeniu w dużą wieżę wóz jest ok. 2 ton cięższy od wozu bazowego (ma masę bliską M1128 MGS) co odbija się na jego mobilności w trudnym terenie. Konwersji poddano 8 prototypów oraz 83[6] wozy M1126 ICV. 2. Pułk Kawalerii  jest jedynym użytkownikiem tej wersji używając 81 M1296 ICV-D uzupełnionych 83 M1126 z modułem M153A4 CROWS-J, pozwalające na użycie ppk Javelin. Wozy weszły na uzbrojenie w maju 2018. Koncepcja jest kontynuowana w wozach M1304 ICVVA1-30MM opartych na nowej platformie. Podobnie jak w podstawowym wozie załoga to 2 żołnierzy oraz 9 żołnierzy desantu.

Warianty wozów Stryker o polepszonej odporności określane jako "dubble V hull", wprowadzona na wyposażenie US Army od 2011 roku, były traktowane jako rozwiązanie pośrednie, przed wprowadzeniem docelowych wozów DVH-A1. Przyspieszono wprowadzenie wozów zapewniającą lepszą przeżywalność załogi w związku z ich służbą w Iraku i Afganistanie. Wozy M1135 NBCRC i M1128 MGS nie zostały przeniesione na nową platformę.
- M1256 Infantry Carrier Vehicle (ICVV) - wóz na nowej platformie, o zwiększonej odporności kadłuba na miny oraz z innymi zmianami eksploatacyjnymi. Zastępuje transporter piechoty M1126 ICV. Wersja tego wozu doposażona o wyposażenie rozpoznawcze określana M1256 ICVV-S zastąpiła M1127 RV
- M1252 Mortar Carrier Vehicle (MCVV) - nośnik moździerza M120 kal. 120 mm, zastępuje M1129 MC
- M1255 Commander’s Vehicle (CVV) – wóz dowodzenia, zastępuje M1130 CV
- M1251 Fire Support Vehicle (FSVV) – wóz kierowania ogniem artylerii, zastępuje M1131 FSV
- M1257 Engineer Squad Vehicle (ESVV) – transporter drużyny saperów, zastępuje M1132 ESV
- M1254 Medical Evacuation Vehicle (MEVV) – wóz ewakuacji medycznej, zastępuje M1133 MEV
- M1253 Anti-Tank Vehicle (ATVV) – samobieżna wyrzutnia rakiet przeciwpancernych, zastępuje M1134 ATGMV.

Warianty wozów Stryer "dubble V hull A1", o zwiększonej odporności, mocniejszym napędzie, mocniejszym generatorze prądu oraz dopuszczalnej masie całkowitej wozu podniesionej do ok. 28 ton.Dostawy do US Army rozpoczęły się w 2016 roku, proces przezbrjania wszystkich 7 brygad w wozy DVH-A1 ma zakończyć się w 2028 roku. Pod względem wyposażenia zadaniowego wozy A1, są adaptacją wozów "dubble V hull" i noszą te same oznaczenia z dodanym A1, wyjątkiem jest jedynie nowy wariant wozu z armatą 30 mm i ppk Javelin.   
- M1256A1 Infantry Carrier Vehicle (ICVVA1)
- M1252A1 Mortar Carrier Vehicle (MCVVA1) [7]
- M1255A1 Commander’s Vehicle (CVVA1)
- M1251A1 Fire Support Vehicle (FSVVA1)
- M1257A1 Engineer Squad Vehicle (ESVVA1)
- M1254A1 Medical Evacuation Vehicle (MEVVA1)
- M1253A1 Anti-Tank Vehicle (ATVVA1)
- M1304 Infantry Carrier Vehicle (ICVVA1-30MM) -  Wóz powstał jako docelowy następca, na i bazie doświadczeń z wariantem M1296 ICV-D. W kwietniu 2019 podjęto decyzję o wyposażeniu wozów piechoty A1 w system wieżowy z armatą 30 mm, ze względu na większą nośność nowej wersji podwozia Strykera zdecydowano się na inny system wieżowy (o większych możliwościach ale i większej masie).Wybrano więżę Rafael Samson Mk-II PRO wyposażoną w armatę 30 mm M813 oraz ppk Javelin. Pierwszym użytkownikiem jest 2. Brygadowy Zespół Bojowy z 7. Dywizji Piechoty, docelowo otrzymają go również 2 inne brygady. [8][9]

## Użycie pojazdu w warunkach bojowych

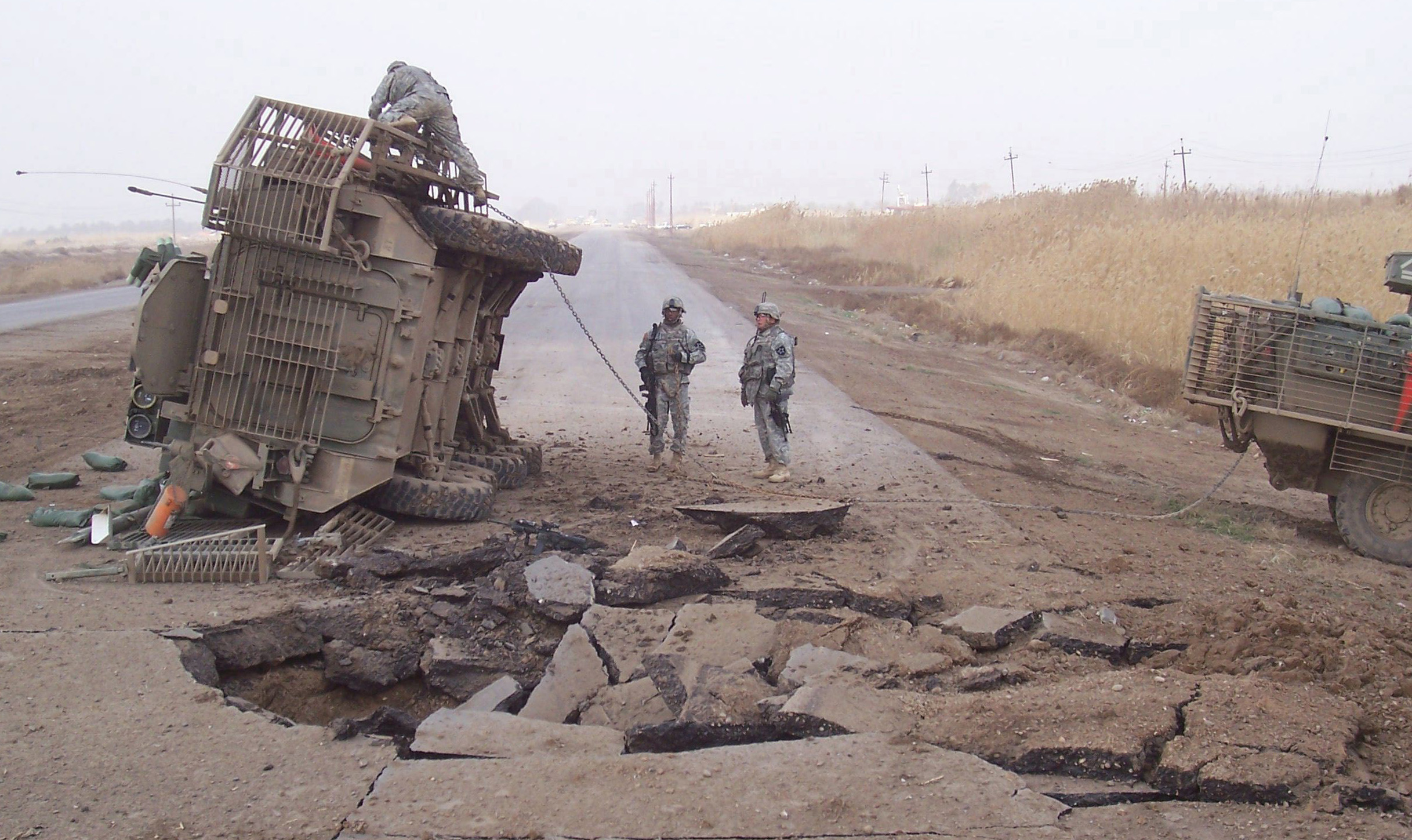
Stryker po wybuchu miny pułapki

Strykery swój chrzest bojowy odbyły podczas misji stabilizacyjnej w Iraku (od listopada 2003). W lecie 2009 roku pierwsze Strykery skierowano do Afganistanu.
W raportach stwierdzono bardzo zadowalającą ochronę pojazdu przed IED. Nawet, jeśli w wyniku działania miny-pułapki pojazd został zniszczony, to często nie było ofiar wśród załogi.

## Użytkownicy
Stany Zjednoczone - obecnie 7 brygad wyposażonych w kto Stryker
- US Army:
  - 2. Pułk Kawalerii “Dragoons” (Rose Barracks, Vilseck, Germany) - użytkownik Strykera od 2003, do 2018 pułk otrzymał 81 wozów M1296 ICV-D z armatą 30 mm i 83 wozy M1126 ICV z modułem M153A4 CROWS-J mającym możliwość użycia ppk Javelin.
  - 1. Brygadowy Zespół Bojowy “Raider Brigade”, 4. Dywizja Piechoty (Fort Carson, Colorado) - użytkownik Strykra od 2018 (konwersja z brygady piechoty)
  - 2. Brygadowy Zespół Bojowy “Warrior Brigade”, 4. Dywizja Piechoty (Fort Carson, Colorado) - użytkownik Strykera od 2003
  - 1. Brygadowy Zespół Bojowy “Ghost Brigade”, 7. Dywizja Piechoty (Joint Base Lewis-McChord, Washington) - przed 2024 pod 2 Dywizją Piechoty, użytkownik Strykera od 2002
  - 2. Brygadowy Zespół Bojowy “Lancer Brigade”, 7. Dywizja Piechoty (Joint Base Lewis-McChord, Washington) - przed 2024 pod 2 Dywizją Piechoty, użytkownik Strykera od 2003, pierwszy użytkownik M1304 ICVVA1 z armatą 30 mm które otrzymał w 2025

- US National Guard:
  - 56. Brygadowy Zespół Bojowy “Independence Brigade”, 28 Dywizja Piechoty (Biddle National Guard Base, Willow Grove, Pennsylvania) -  użytkownik Strykera od 2016 (konwersja z brygady piechoty)
  - 81. Brygadowy Zespół Bojowy “Raven Brigade”, 36 Dywizja Piechoty (Seattle, Washington) - użytkownik Strykera od 2016 (konwersja z brygady pancernej)

- USSOCM:
  - 75 Pułk Rangers - wozy Stryker były w ograniczonym zakresie wykorzystywane przez elementy wojsk specjalnych, wozy widziane były w Iraku, Afganistanie i Syrii. Wozy były modyfikowane, m.in. niektóre egzemplarze uzbrojono w M134 Minigun. Wozy używane przez pułk były to zarówno wozy z płaskim dnem jak i DVH.

- Tajlandia: 120 pojazdów M1126 w latach 2019–2020[11][12]
- Ukraina: Kraj ten otrzymał 400 wozów rodziny Stryker (m.in podstawowy wariant M1126 i wersję dla saperów M1132 wraz dodtkowym wyposażeniem)[13]